# デンマークによるアメリカ大陸の植民地化

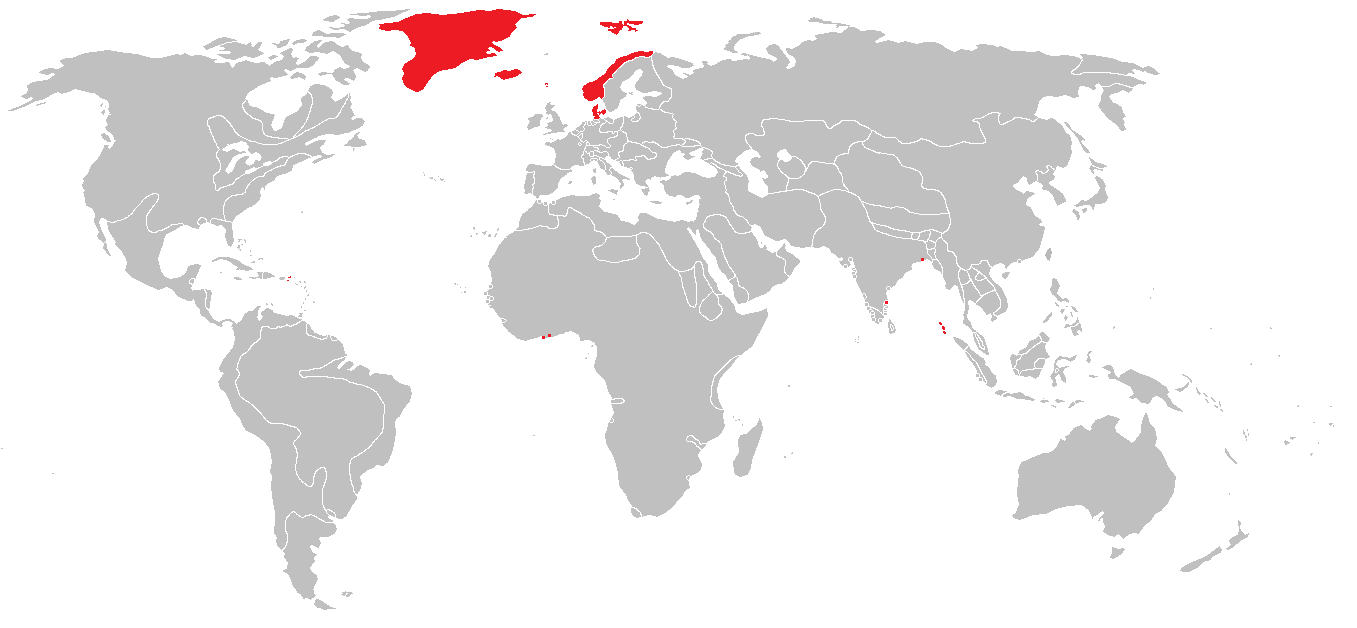
デンマーク＝ノルウェーの領土、1800年頃

デンマークによるアメリカ大陸の植民地化（デンマークによるアメリカたいりくのしょくみんちか）は、デンマーク王国及びデンマーク＝ノルウェー同君連合が17世紀から20世紀まで築いた交易を中心としたデンマーク植民地帝国であり、その大半はアメリカ大陸に設立された。デンマークとノルウェーは1つあるいは別の形態で13世紀以来グリーンランドにおける領有権を維持してきた。グリーンランドは17世紀まで他ヨーロッパ諸国の関心外に置かれていた事で、他のヨーロッパ諸国のアメリカ大陸の植民地化とは異なる道を歩んだ。

## グリーンランド
980年代にノース人が開拓したグリーンランドは、13世紀にノルウェーの支配下に入った。ノルウェーは1397年にデンマークとスウェーデンと共にカルマル同盟に入り、グリーンランドを含めたその海外領土は同盟の領土になった。グリーンランドのスカンディナビア人開拓地は長年の間に衰退し、15世紀には消滅したが、ノルウェーはその領有権の主張を維持した。1521年にカルマル連合が分裂した後、1536年にノルウェーとデンマークはデンマーク＝ノルウェー二重王国に再編され、グリーンランドに対するノルウェーの領有権主張は新しい王国に引き継がれた。
デンマーク＝ノルウェー二重王国はヨーロッパ人の開拓地が衰退し、接触が無かったにも拘わらず、グリーンランドの主権に関する主張は続けた。1660年代、ホッキョクグマの絵が王室の紋章に追加された。この頃、デンマーク＝ノルウェーの船舶がヨーロッパの様々な国の船舶とともにグリーンランドに向かいホッキョククジラ漁を行った。ただし正式な再植民地化は試みられなかった。
1721年、ルーテル派牧師ハンス・エゲデがデンマーク王フレデリク4世に昔のノース人植民地を探求する許可を求めた。もしそこが存在している場合に宗教改革後もカトリック教会のままであるか、あるいはキリスト教を棄教しているかを確かめようとした。フレデリク4世は少なくとも部分的な植民地化の試みに同意し、エゲデはこの島に布教するために出発した。エゲデはノース人の生き残りを見付けられなかったが、イヌイット（カラーリット）に遭遇し、彼等への布教を始めた。ゴットハーブ（現在のヌーク）に開拓地を設立し、1724年には最初の子供に洗礼を与えた。1730年、新王クリスチャン6世がグリーンランドのヨーロッパ人を全て呼び戻したが、ハンス・エゲデは妻のガートルードに励まされて残留し、更なる開拓と交易への道を開いた。エゲデはグリーンランドで15年間を過ごした後、グリーンランドでの役割は息子のポール・エゲデに任せ、デンマークに戻ってグリーンランド神学校を設立した。1733年、改革者ニコラウス・フォン・ツィンツェンドルフの追随者でヘルンフート出身のドイツ人宣教師団がヌークの南にニュー・ヘルンフート開拓地を設立することを許された。1774年になってデンマークは王立グリーンランド貿易会社を設立し、グリーンランドの統治を一任させ、イヌイットとの交易独占を成功させたが、統治とは名ばかりであったためにデンマーク政府は1912年になって王立グリーンランド貿易会社の統治権を剥奪した。またグリーンランド島は、広大で冷涼とした気候なので、居留地のほとんどが沿岸部など氷のない場所に寄っている。その為、人口密度は低く、イヌイットの総人口に比べ入植者の人口は少ない。しかしイヌイットが産業や政治的勢力を持たなかった事で、入植者の実効植民地化が進み、1917年以降は、デンマークの支配が全島に及ぶ事となった。
1814年、ナポレオン戦争の勝利国によってノルウェーはデンマークから分離し、キール条約でスウェーデン領となった。この時デンマークがグリーンランドを含み植民地権益を継承した。1861年からはグリーンランドで地区議会議員を選出することを認めたが、大半の決議事項はグリーンランド人が代表権を持たないデンマーク議会で決められた。アメリカ人探検家ロバート・ピアリーが1880年代と1890年代に発見した事項によって、アメリカ合衆国はグリーンランドの土地に対する領有権を主張した。この領土論争は、1917年にアメリカ合衆国がデンマーク領ヴァージン諸島を買収することで決着した。さらに1905年にスウェーデンからの完全な独立を達成していたノルウェーがデンマークによるグリーンランド領有に異議申し立てを行った。ノルウェーは1931年に捕鯨業者ハルバード・デボルドがグリーンランド東部の無人地帯を占有したことを支持し、そこを「赤毛のエイリークの土地」と呼んだ。1933年、常設国際司法裁判所がデンマークの主張を認める裁定を下した。
第二次世界大戦においてデンマーク本国がナチス・ドイツに占領されたことに伴い、アメリカ合衆国に保護された。そのため独自性が強まり、戦後にデンマークに主権が返還された後、1953年に海外郡に昇格した。そのことに伴い、グリーンランドはデンマークの植民地状態から一歩進め、デンマーク議会に代表を送ることのできるデンマーク王国と一体の領土にした。1979年、グリーンランドはデンマーク議会から自治を認められた。2009年、防衛と外交を除き全ての支配権がグリーンランドに移譲された。グリーンランドがデンマーク王国の一部であることは変わっていないが、EUにも入らず自立傾向にある。そして、本国のデンマークとは物理的にも文化的にも離れており、独立を求める声が多い。

## 西インド諸島
デンマーク＝ノルウェー王国の探検者（主にノルウェー人）、科学者、商人（主にデンマーク人）および開拓者が、17世紀と18世紀にデンマーク領西インド諸島（今日のアメリカ領ヴァージン諸島）を領有した。

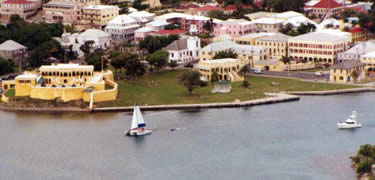
デンマーク領ヴァージン諸島のクリスチャンステッド

1672年にヴァージン諸島のセント・トーマス島、1683年にセント・ジョン島での植民地化を始めた。ただし、セント・ジョン島の場合は1718年までイギリス領ヴァージン諸島を形成していたイギリスとの領有論争があった。また1733年にはフランスからセント・クロイ島を買収した。18世紀、カリブ海のヴァージン諸島は2つの領土に分かれていた。1つはイギリス領、もう1つがデンマーク＝ノルウェー領だった。デンマーク＝ノルウェー領の諸島は1755年まで「デンマーク西インドおよびギニア会社」が運営していたが、その後はデンマーク＝ノルウェー王室が買い上げた。
18世紀と19世紀初期は奴隷労働を使ったサトウキビ栽培が諸島の経済を振興させた。デンマークの製造者がアフリカで奴隷を購入し、それを西インド諸島で売却し、砂糖がデンマークに送られるという三角貿易の形態が採られたが、ナポレオン戦争の敗北以降海上貿易は不振となった。1803年に奴隷貿易は廃止されたが、奴隷制自体は自由なイギリス領諸島への大量の奴隷逃亡や奴隷の抗議が続いた後、1848年になって廃止された。デンマーク領ヴァージン諸島は海賊の基地としても使われた。この諸島ではイギリスとオランダの開拓者達が奴隷を使わない大きな集団に成長した。彼等の言語が支配的となったので、デンマーク政府は1839年に奴隷の子供が英語による学校に入学することを義務付けた。1840年代から1850年代にその人口はピークに達したが、その後経済不況のために出国する者が増え、人口は減少した。この傾向はアメリカ合衆国がこの諸島を買収した後まで続いた。1880年の人口は34,000人だった。
1868年、島民はアメリカ合衆国にその植民地を売却することを投票で決めたが、その提案は拒絶された。1902年にはデンマークがアメリカ合衆国の買収提案を拒否した。1917年、アメリカ合衆国が奴隷制廃止以降経済が傾いていたヴァージン諸島をパナマ運河に対するドイツ帝国からの防衛の拠点とする為に買収した。